# لويس كارلوس أرياس
لويس كارلوس أرياس (بالإسبانية: Luis Carlos Arias)‏ (13 يناير 1985 بلا يونيون في كولومبيا - ) هو لاعب كرة قدم كولومبي في مركز الهجوم. شارك مع منتخب كولومبيا لكرة القدم. أما مع النوادي، فقد لعب مع إنديبندينتي ميديلين وإنديبنديينتي سانتا في ونادي تولوكا ونادي ليونيس.

## وصلات خارجية
- لويس كارلوس أرياس على موقع قاعدة بيانات كرة القدم.إي يو (الإنجليزية)
- لويس كارلوس أرياس على موقع ناشيونال فوتبول تيمز (الإنجليزية)
- لويس كارلوس أرياس على موقع Soccerway.com (الإنجليزية)
- لويس كارلوس أرياس على موقع AS.com (الإسبانية)